# Поремба-Лясковська
Поремба-Лясковська (пол. Poręba Laskowska) — село в Польщі, у гміні Скала Краківського повіту Малопольського воєводства.
Населення — 134 особи (2011).
У 1975-1998 роках село належало до Краківського воєводства.

## Демографія
Демографічна структура станом на 31 березня 2011 року:
|          | Загалом | Допрацездатний вік | Працездатний вік | Постпрацездатний вік |
| -------- | ------- | ------------------ | ---------------- | -------------------- |
| Чоловіки | 65      | 17                 | 39               | 9                    |
| Жінки    | 69      | 19                 | 32               | 18                   |
| Разом    | 134     | 36                 | 71               | 27                   |